# Dorgali
Dorgali ist eine italienische Stadt in der Provinz Nuoro an der Ostküste Sardiniens mit 8320 Einwohnern (Stand 31. Dezember 2023).

## Geografie und Verkehr
Dorgali liegt auf ca. 400 m am Westhang des Monte Bardia, durch den es vom Meer abgetrennt ist.
Am tiefsten Punkt des Kamms zwischen Monte Bardia und dem südlicheren Monte Tului durchquert ein moderner Straßentunnel und weiter oben ein alter Tunnel den Berg. Sie verbinden Dorgali mit dem Ortsteil Cala Gonone. Das direkt am Tyrrhenischen Meer gelegene Cala Gonone ist als Ausgangspunkt für Touren zu zahllosen Buchten am Golfo di Orosei beliebt.

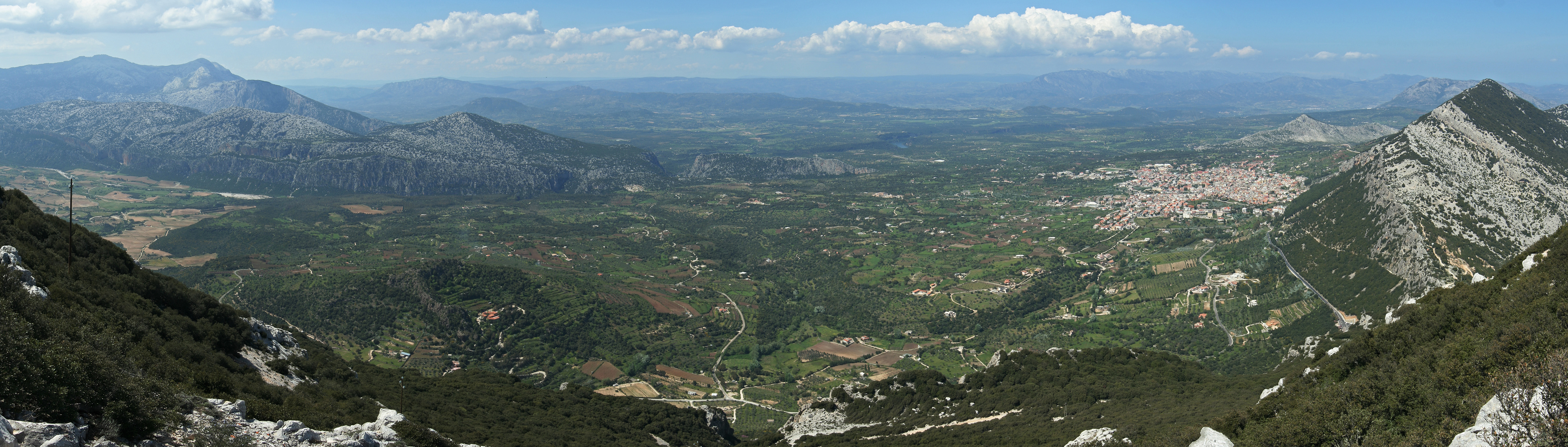
Blick auf Dorgali (rechts), den Supramonte (links) und das Oddoene-Tal (vorne)

## Sehenswürdigkeiten
Im italienischen Gemeindegebiet befindet sich die Nuraghensiedlung Serra Orrios, - eine der besterhaltenen vorgeschichtlichen Anlagen Sardiniens. In der Nähe liegen auch die Dolmen Monte Longo und Motorra und das Gigantengrab S’Ena ’e Thomes.

## Wirtschaft und Infrastruktur
Große Flächen um Dorgali, besonders das südlich gelegene Oddoene-Tal, werden für den Anbau des Cannonau-Rotweins genutzt.
Beim Ortsteil Biriddo gibt es einen kleinen Flugplatz (Aviosuperficie) für die Allgemeine Luftfahrt.

## Persönlichkeiten
- Maria Gabriella Sagheddu (1914–1939), Trappistin